# آمادو دیاوارا
آمادو دیاوارا (فرانسوی: Amadou Diawara‎؛ زادهٔ ۱۷ ژوئیهٔ ۱۹۹۷) بازیکن فوتبال اهل گینه است که برای باشگاه اندرلخت بازی می‌کند.